# Margrete Auken
Margrete Helle Auken (Aarhus, 6 de gener de 1945) és una política danesa que exerceix com a diputada al Parlament Europeu des de 2004. És membre de l'Esquerra Verda, partit integrat al Partit Verd Europeu. Anteriorment havia estat membre del Folketing.

## Trajectòria
Auken va ser membre del parlament danès d'octubre de 1979 a desembre de 1990, i de setembre de 1994 a juny de 2004.
Quan va ser escollida com a única representant de l'Esquerra Verda al Parlament Europeu l'any 2004, Auken va provocar un escàndol al seu partit en escollir unir-se a Els Verds/Aliança Lliure Europea en lloc de a l'Esquerra Unida Europea/Lliga Verda Nòrdica.
Al parlament, Auken forma part del Comitè de Medi Ambient, Salut Pública i Seguretat Alimentària des del 2014. Anteriorment havia estat membre de la Comissió de Transports i Turisme (2004-2007) i de la Comissió de Desenvolupament (2005-2009). El 2007 també es va incorporar a la Comissió de Peticions.
Auken també és membre de la delegació per a les relacions amb Palestina, i forma part de l'Intergrup del Parlament Europeu sobre Benestar i Conservació dels Animals i de l'Intergrup del Parlament Europeu sobre Mars, Rius, Illes i Zones Costaneres.